# Des astres pour Iznogoud
Des astres pour Iznogoud est le cinquième album de la série de bandes dessinées Iznogoud, écrite par René Goscinny et dessinée par Jean Tabary. Il est paru en 1969.
Il est composé de 5 histoires courtes de 8 planches chacune créées entre 1967 et 1969. La première donne son nom à l'album. 

## Des astres pour Iznogoud
Par l'intermédiaire de Dilat, Iznogoud apprend qu'un mage nommé Gambad el Galipeth a inventé une machine à atteindre les étoiles mais sans espoir de retour. Il décide d'envoyer le calife comme passager mais une suite d'évènements rocambolesques le feront devenir le premier astre vivant de l'espace.
Le titre comporte un fin jeu de mots comme les aiment les auteurs : des astres peut s'entendre désastre.

## L’Élève d’Iznogoud
Iznogoud doit éduquer Vagonli, le terrible fils du sultan Pullmankar. Il décide de le rendre malheureux pour que le sultan attaque le calife mais déchante vite lorsqu'il découvre le génie de Vagonli : Mousseuh.

## Le Talisman du Tartare
Toto le Tartare, étonné par la détermination du grand vizir, décide de lui offrir un talisman qui permet de faire devenir réalité les rêves. Iznogoud, pensant qu'il deviendra calife, achète aussitôt ce talisman mais il va se rendre compte qu'il fait surtout des cauchemars à propos de Glouk, l'homme préhistorique.
On notera le jeu de mots dans le nom du tartare : toto le tartare pour tôt tôt le tard tard. 

## Chapeau!
À la suite d'une épidémie de folie chez des califes successifs, les sages du califat décident de destituer tous les califes atteints de folie. Iznogoud découvre un canotier qui rend fou celui qui le porte : après l'avoir essayé sur Dilat, il décide d'organiser une fête pour mettre son plan à l'action.

## Noirs Dessins
En sauvant involontairement un mage transformé en chat, Iznogoud découvre que ce mage possède un crayon magique qui a le pouvoir d'envoyer dans une île lointaine, la personne dont on aurait fait le portrait avec, si l'on déchire le dit portrait. Se montrant un piètre dessinateur, il prend des cours auprès de Tahbari El Retahrd.
Comme la première histoire titre, le titre de celle-ci est un jeu de mots entre dessins et desseins (projets).
On note que Tabary se met en scène avec auto dérision, dans le personnage de Tahbari El Retahrd. Il devait sûrement avoir du mal à livrer ses planches dans les temps. Le client furieux qui apparaît à la fin semble être une caricature de Goscinny.
la première histoire titre